# DEPAPEPE
데파페페(영어: DEPAPEPE)는 2002년에 결성된 일본의 남자 기타 음악 듀오이다. 인디시절에는 노상 공연을 하면서 인디즈로 앨범을 3장 발매하였으며, 약 10만장이 판매되었다. 2005년 5월 18일 앨범 《Let's Go!!!》로 데뷔했다. 이 앨범은 기악 밴드의 데뷔 CD로서는 일본에서 처음 오리콘 베스트 10에 진입했다.

## 멤버
- 도쿠오카 요시나리(徳岡 慶也) : 통기타, 효고현 고베시 스마구 출신
- 미우라 다쿠야(三浦 拓也) : 통기타, 효고 현 고베 시 나다구 출신

## 앨범 목록

### 인디즈 앨범
1. ACOUSTIC FRIENDS (2004년 2월 5일)
2. Sky! Sky! Sky! (2004년 7월 15일)
3. PASSION OF GRADATION (2004년 12월 2일)

### 싱글
1. SUMMER PARADE (2005년 7월 20일)
2. Spur -WINTER VERSION '05 / Swingin' Happy X'mas (2005년 11월 30일)
3. Lahaina (2006년 3월 15일)
4. Night & Day (2006년 10월 11일)
5. 桜風 (2007년 2월 21일)
6. KATANA (2009년 4월 22일)

### 미니 앨범
1. Hi! Mode!! (2005년 10월 19일)

### 정규 앨범
1. Let's Go!!! (2005년 5월 18일)
2. Ciao! Bravo!! (2006년 4월 19일)
3. HOP! SKIP! JUMP! (2008년 4월 2일)
4. Do! (2009년 6월 3일)
5. ONE (2011년 5월 18일)
6. Acoustic & Dining (2012년 10월 3일)
7. kiss (2014년 9월 2일)
8. Colors (2017년 4월 12일)

### 기타 앨범
1. BEGINNING OF THE ROAD ～collection of early songs～ (2007년 4월 25일) - 인디 베스트 앨범
2. Depacla ~depapepe plays the classics~ (2007년 11월 28일) - 클래식 커버 앨범 1
3. デパナツ ～drive!drive!!drive!!!～ (2008년 7월 30일) - 여름 컬렉션 앨범
4. デパフユ～ 晴れ 時どき 雪～ (2008년 11월 26일) - 겨울 컬렉션 앨범
5. Depacla 2~depapepe plays the classics~ (2009년 11월 25일) - 클래식 커버 앨범 2

## 음악 담당 작품
- 2006년 영화 캐치 어 웨이브 OST - 둘만의 비밀
- 2007년 한국드라마 커피프린스 1호점 OST - Start